# Rainer Wernsmann
Rainer Wernsmann (Münster, 26 de maio de 1969 (55 anos)) é um jurista, constitucionalista, tributarista e professor alemão. É professor titular de Direito Público, especialmente Direito Tributário e Financeiro, na Universidade de Passau.

## Vida
Wernsmann foi aprovado no primeiro e segundo exame de estado em 1993 e 1996, respectivamente, após a graduação em Münster e um estágio em Paris. Nesse meio tempo, auxiliou na Universidade de Münster junto ao Professor Hans-Uwe-Erichsen, bem como foi também assistente acadêmico do Professor Dieter Birk no Instituto para Direito Tributário da mencionada universidade.
Em 1999 concluiu seu doutorado em Direito com a tese "Das gleichheitswidrige Steuergesetz: Rechtsfolgen und Rechtsschutz" e em 2003, após concessão de Bolsa da Fundação Alemã de Pesquisa, habilitou-se (equivalente a livre-docência em países lusófonos) como professor com o trabalho "Verhaltenslenkung in einem rationalen Steuersystem".
Lecionou Direito Público e Direito Tributário na Universidade Helmut-Schmidt de Hamburgo, em 2004, e também na Universidade de Potsdam, em 2005. Desde 2006 é professor titular de Direito Público, especialmente Direito Tributário e Financeiro, na Universidade de Passau.
Possui uma vasta gama de publicações jurídicas, tais como: comentários a Lei Fundamental Alemã, comentários ao Código Tributário Alemão, comentários sobre a Lei alemã do Imposto de Renda, comentários sobre as normas orçamentárias federais alemãs, escritos sobre direito tributário europeu (em: Schulze/Zuleeg/Kadelbach [Orgs.], Handbuch Europarecht, 2. Auflage, 2010, Abschnitt über das Europäische Steuerrecht), além de ser coautor junto com Professor Dr. Henning Tappe do livro "Öffentliches Finanzrecht" (Direito Financeiro), com 2ª edição lançada em 2019.
1. ↑  https://www.jura.uni-passau.de/wernsmann/lehrstuhlteam/lehrstuhlinhaber/